# Béranger Frédol der Ältere

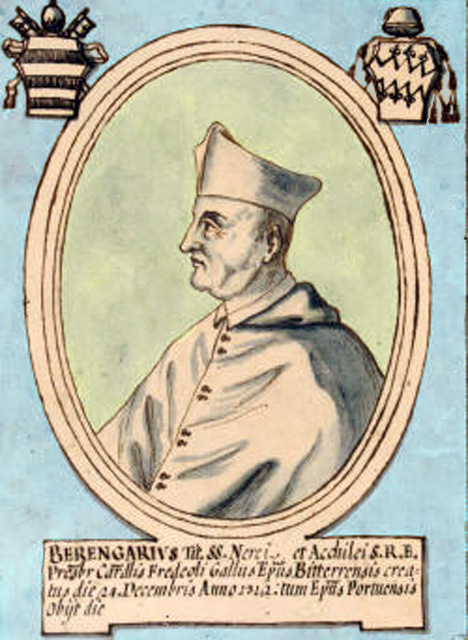
Kardinal Béranger Frédol der Ältere

Béranger Frédol der Ältere (* um 1250 in Lavérune; † 11. Juni 1323 in Avignon) war Bischof von Béziers und Kardinal.

## Leben
Er war der Sohn von Guillaume Frédol, Seigneur de Lavérune, ein Neffe von Bertrand Got, der am 5. Juni 1305 als Clemens V. Papst wurde, und ein Onkel des Kardinals (1312) Béranger Frédol dem Jüngeren. Zu Beginn seiner Laufbahn war er in Béziers Kanoniker und Unterkantor im Domkapitel und ab 1287 Abt von Saint-Aphrodise, dem zur gleichnamigen Basilika gehörenden Kloster. Später gehörte er dem Domkapitel von Narbonne an, war Archidiakon an der Kirche Saint-André in Corbières, Kanoniker in Aix-en-Provence, Kaplan des Papstes Bonifatius VIII. und Juraprofessor an der Universität Bologna.
1294 wurde er zum Bischof von Béziers gewählt, die Konsekration erfolgte am 28. Oktober 1294. Ab 1296 war er im Auftrag von Papst Bonifatius VIII. an der Zusammenstellung des Liber Sextus, des dritten Teil des Corpus Iuris Canonici, der Sammlung des römischen Kirchenrechts, beteiligt, der 1298 veröffentlicht wurde. Ab 1298 war er Richter (Auditor) an dem später Römische Rota genannten Gerichtshof der Kurie.
Clemens V. machte auf dem Konsistorium vom 15. Dezember 1305, also bereits ein halbes Jahr nach seiner Wahl, seinen Neffen zum Kardinal (Kardinalpriester von Santi Nereo e Achilleo, 1309 (nach dem 10. August, vermutlich im Dezember) Kardinalbischof von Frascati); darüber hinaus war er in Clemens’ gesamtem Pontifikat dessen Stellvertreter (Kardinalvikar) als Bischof von Rom. 1306 wurde er zum Großpönitentiar ernannt, zum Vorsitzenden der Apostolischen Pönitentiarie, einem der drei obersten Gerichtshöfe der Kirche. Im Templerprozess gehörte er zu den fünf Kardinälen, die mit den Untersuchungen seitens der Kirche beauftragt waren. Sie führten vom 28. Juni bis 1. Juli 1308 getrennt voneinander in Poitiers (dem damaligen Aufenthaltsort des Papstes) die Verhöre der Ritter und Komture des Ordens durch, im August dann auf der Burg Chinon die Verhöre des Großmeisters Jacques de Molay und der übrigen Großwürdenträger (Hugues de Pairaud, Geoffroy de Charnay, Geoffroy de Gonneville und Raimbaud de Caromb). 1312 war er erneut beim französischen König Philipp IV., diesmal als päpstlicher Legat.
Er nahm am Konklave von 1314 bis 1316 in Carpentras und ab 1315 in Lyon teil, an dessen Ende Johannes XXII. gewählt wurde. Im April 1321 wurde er zum Kardinaldekan ernannt.
Béranger Frédol wurde in der Kathedrale von Béziers beigesetzt.